# Margaret Wetherell
Margaret Wetherell é uma psicóloga social conhecida por seu trabalho no desenvolvimento da psicologia discursiva, junto a Jonathan Potter. Wetherell aplicou a abordagem da psicologia discursiva a questões de identidade, como etnicidade, racismo e gênero.